# Kampfgeschwader zur besonderen Verwendung 1
Kampfgeschwader zur besonderen Verwendung 1 (dobesedno slovensko: Bojni polk za posebne namene 1; kratica KG z.b.V. 1) je bil transportni letalski polk (Geschwader) v sestavi nemške Luftwaffe med drugo svetovno vojno.
Maja 1943 je bil polk preimenovan v Transportgeschwader 1.

## Organizacija
- štab
- I. skupina
- II. skupina
- III. skupina
- IV. skupina

## Vodstvo polka
Poveljniki polka (Geschwaderkommodore)
- Polkovnik (Oberst) Friedrich-Wilhelm Morzik: 26. avgust 1939
- Polkovnik Rudolf Trautwetter: 1. avgust 1941
- Polkovnik Otto-Lutz Förster: december 1941
- Polkovnik Adolf Jäckel: 7. april 1943